# Сігурд Овербі
Сігурд Овербі (норв. Sigurd Overby; 4 липня 1887 року, Омот — 24 жовтня 1953 року) — американський двоборець і стрибун з трампліна норвезького походження, учасник зимових Олімпійських ігор у Шамоні.

## Кар'єра
Сігурд Овербі народився у Норвегії та емігрував до США у 1915 році. Вже наступного року він став одним з кращих лижників країни перемігши в Чемпіонаті США з лижних перегонів. У наступні роки він ще двічі ставав чемпіоном, у 1923 та 1926 роках.
На Олімпійських іграх 1924 року в Шамоні виступав у лижних перегонах та двоборстві. У лижних перегонах він брав участь лише в гонці на 18 кілометрів, котра також була частиною змагань з двоборства. На перегонах Сігурд прийшов дев'ятнадцятим. У стрибковій частині двоборства він виступив краще і посів дванадцяте місце. У остаточному заліку двоборства він посів одинадцяте місце, розділивши його з швейцарцем Петером Шмідтом. Таким чином він став кращим спортсменом з США у двоборстві. Після закінчення спортивної кар'єри займався фермерством
Сігурд Овербі був включений до Національного Лижного залу слави у 1976 році. Також у Музеї зала слави зберігаються лижі Сігурда, на котрих він виступав на Олімпіаді.
6 листопада 1992 року Сігурд Овербі був включений до Залу слави лижного клуба Сент-Пола як заслужений член .